# Primula aemula
Primula aemula är en viveväxtart som beskrevs av Isaac Bayley Balfour och Forrest. Primula aemula ingår i släktet vivor, och familjen viveväxter. Inga underarter finns listade i Catalogue of Life.